# 北奥塞梯-阿兰共和国
北奧塞梯-阿蘭共和国是俄罗斯的一个联邦主体，为俄罗斯下属的共和国。位於北高加索地区，与斯塔夫罗波尔边疆区、印古什共和国、车臣共和国、南奧塞提亞共和國及格鲁吉亚毗邻而居，面积接近8000平方公里，首府为弗拉季高加索，总人口50多万人。
由于与车臣共和国接壤，这个地区近年来曾多次发生车臣恐怖份子发动的恐怖袭击事件。最为著名的是2004年别斯兰人质危机。

## 历史

### 早期历史
人类在北奥塞梯地区居住的历史长达数千年，当地有着肥沃的土地，也是贯穿高加索山脉的主要贸易商道。现代奥塞梯族的祖先是阿兰，又名奄蔡，属于雅利安族的一支，是凶猛好战的游牧民族。阿兰族的一部份人在7世纪定居在高加索，後被可薩人統治。
在9世纪左右阿兰王国形成，拜占庭传教士使阿兰族皈依基督教。在西阿兰王国建立了大主教隶属于君士坦丁堡教区，建造了许多教堂。著名的中国丝绸之路从此地经过，阿兰王国得到了巨大的利益从而成为高加索最强大的国家。有些阿蘭人後來成為哈薩克汗國小玉茲主體民族。有些成為在元朝進入中國的阿速軍，最著名人物是玉哇失。
中世纪以后，阿兰王国一直受到外来敌人的困扰，遭受了多次的侵略。13世纪蒙古和鞑靼人入侵，大量屠杀现在所称的奥塞梯人。17世纪伊斯兰教通过高加索地区的穆斯林卡巴爾達人传入阿兰王国。蒙古统治下的克里米亚可汗和奥斯曼帝国接连入侵阿兰王国，最终促使奥塞梯阿兰王国于18世纪和沙俄联盟。北奥塞梯是南高加索中第一个归入沙俄统治的，始于1774年，首都弗拉季高加索是沙俄在这一地区的首个军事前哨。1806年奥塞梯完全归于沙俄的统治之下。

### 俄国时期

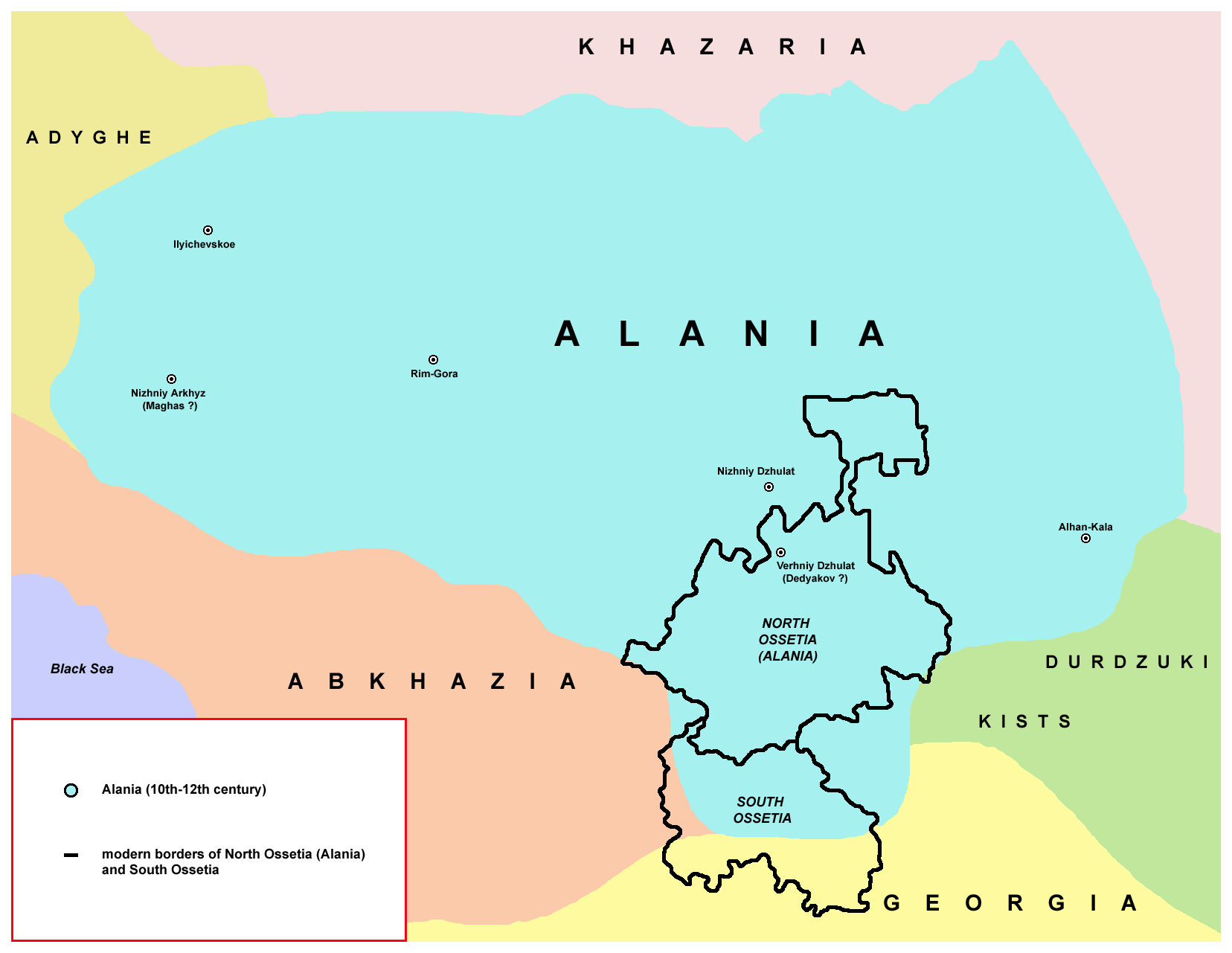

加入俄国后这一地区得到了迅速的发展，建立了工业，公路和铁路使得奥塞梯不再孤立隔绝。1799年建成的格鲁吉亚军用公路仍然是山区至关重要的运输连结，开通了弗拉基高加索到顿河畔罗斯托夫的铁路。奥塞梯传统文化不可避免的经历了一些俄国化，但是这些与俄国和西方的新连接帮助推进和繁荣了本地文化，18世纪出版了第一本关于奥塞梯语言的书籍。19世纪中期奥塞梯属于俄国捷列克州。

### 俄国革命和苏联统治
俄国革命后，1921年北奥塞梯变成了短命的山區蘇維埃社會主義自治共和國的一部分，1924年7月7日变为北奥塞梯自治州，然后于1936年12月5日成为俄罗斯苏维埃社会主义联邦共和国属下的奥塞梯自治苏维埃社会主义共和国（ASSR）。1942年11月第二次世界大战纳粹德国入侵俄国最高峰的时期，德国人企图夺取弗拉基高加索，但未果。
战后斯大林以反社会主义、分离主义和通敌纳粹的名义对所有的民族进行大量的放逐，实际上这影响到了巴尔卡尔人、车臣人和印古什人，他们流亡到苏维埃车臣-印古什共和国的Prigorodny地区的Terek河右岸，斯大林将在北奥塞梯地区的车臣人和印古什人放逐到中亚去。尽管这些人在十几年后被同意迁徙回来，但他们一般来说是不被允许定居在原先迁徙前的地方。1957年斯塔夫罗波尔边疆区的三个地区取代了原来的车臣-印古什共和国接受那些被放逐的人。1982年的一部当地法律还规定了禁止印古什人在北奥塞梯取得居留权。

### 苏联解体之后
北奥塞梯于1990年6月20日成为俄罗斯苏维埃联邦社会主义共和国内第一个宣布国家主权的自治共和國（尽管其仍作为俄罗斯联邦的一部分）。1991年苏联解体后，北奥塞梯苏维埃社会主义自治共和国改名为北奥塞梯-阿兰共和国，格鲁吉亚政府废除了北奥塞梯飞地在格鲁吉亚共和国的自治权，导致许多人逃往到北奥塞梯的边境。大约10万名南奥塞梯难民在北奥塞梯重新安家，语言的冲突在印古什人口占绝大多数的聚居地区显得非常明显。
除此之外还引起了和南奥塞梯的冲突，北奥塞梯和难民们作交易偶尔派出参与和车臣人的斗争。由于宗教信仰的不同，北奥塞梯和这一地区的车臣关系非常紧张。
发生在当地最血腥的事件是2004年9月在北奥塞梯城市别斯兰的人质危机，车臣伊斯兰分离分子米利·巴萨耶夫占据一间学校。俄罗斯军方和恐怖分子激烈的交锋最终导致335名平民喪生，其中很多只是孩童。

## 地理

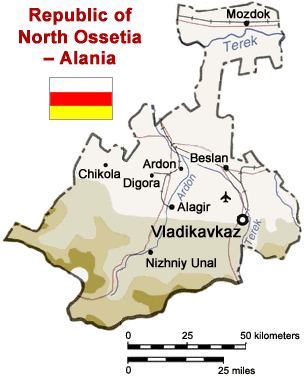
北奧塞梯地图

### 边界
- 国内边界：卡巴尔达-巴尔卡尔（西）, 印古什（东）, 車臣（东北）, 斯塔夫罗波尔边疆区（北）
- 国际边界：格鲁吉亚，南奧塞提亞（南）
- 南北最大距离: 130 km.
- 东西最大距离: 120 km.
- 最高点：吉马拉山（英语：Mount Dzhimara），4,780 m（在高加索山上）

### 河流
共和国的所有河流属于捷列克河盆地 主要河流包括
- 捷列克河（大约600公里）
- 烏魯克河（104公里）
- 阿爾東河（101公里）
- 坎比列耶夫卡河（99公里）
- 基列爾東河（81公里）
- 菲亞格東河
- 桑拉河

### 山脉
共和国所有的山脉都属于高加索山脉的一部分。Dzhimara峰是其中的最高峰海拔4780米，第二高峰为Ulipata峰海拔4638米

### 自然资源
自然资源包括金属（紫铜，银，锌），原木，矿质水，水力发电以及保存未开发的石油和天然气，共和国境内的土壤为深棕色和黑色土壤，树种为阔叶树种，森林覆盖面积达22%

### 气候
冬冷夏热，降水较少，属温带季风气候，平原地区为干旱气候，通常夏季气温为19℃～29℃，冬季气温为零下7℃～2℃，无霜期为190天。
- 一月平均气温: −5 °C
- 七月平均气温: 24 °C
- 年降雨量400-700 mm（平原），超过1,000 mm（山地）

## 时区
北奥赛梯－阿兰使用莫斯科时区时间或莫斯科夏令时（MSK或MSD），莫斯科时间MSK与协调世界时相差+0300，莫斯科夏令时与协调世界时相差+0400.

## 行政區劃

### 行政區劃
北奥塞梯—阿兰共和国的行政单位数量有8个区（районы）、两个共和国直属市、4个区直属市、3个市内区、7个城镇、91个行政农庄，8个区如下：
- 阿拉吉尔区（Алагирский）
- 阿尔东区（Ардонский）
- 季戈拉区（Дигорский）
- 伊拉夫区（Ирафский）
- 基洛夫区（Кировский）
- 莫兹多克区（Моздокский）
- 普拉沃别列日内区（Правобережный）
- 普里戈罗德内区（Пригородный）

### 主要城市
共和国的首都是弗拉季高加索，1784年建城，从莫斯科到弗拉季高加索市的距离约为1923公里。弗拉季高加索市市内分有三个区；共和国其它直属市有莫兹多克市，1785年成立，属于莫兹多克区。
其它区直属市包括：阿拉吉尔市成立于1938年隶属于阿拉吉尔区；阿尔东市成立于1964年，隶属于阿尔东区；别斯兰市成立于1950年，隶属于布拉娃别列日尼区；季戈拉市成立于1964年，隶属于季戈拉区。
- 别斯兰（Beslan）
- 弗拉季高加索（弗拉季卡夫卡兹）（Vladikavkaz，共和国首府）
- 莫兹多克
- 阿拉吉尔
- 阿尔东
- 季戈拉
- 尼兹涅乌纳尔

## 人口
基督信徒在北奥塞梯-阿兰共和国占主导地位，另外还有少部分回教徒，说奥塞梯语和俄语
人口：710,000人，当中有大约41.5万奧塞梯人，及20万俄罗斯人。另外还有少量印古什人，但自从前苏联解体以后，不少印古什人都回到印古什，以推动当地的分离运动，或逃避北奥塞梯的种族冲突。
总体而论，超过九十个不同民族居住在北奥塞梯共和国内。奥塞梯人占总人口60.7%，俄罗斯人23.2%，印古什人5%，亚美尼亚人2.4%
北奥塞梯有众多非土生印古什和亚美尼亚人口，不管怎么样，部分印古什人因为苏联解体和地区暴发的种族冲突离开前往印古什共和国。于此同时 ，临近共和国的难民，大部分是南奥塞梯的难民在北奥塞梯重新安了家。
- 人口总数：710,275（2002）
  - 城市人口：464,875（65.5%）／农村人口: 245,400（34.5%）
  - 男性：336,035（47.3%）／女性：374,240（52.7%）
- 每一千个男性中有女性数量：1,114人
- 平均年龄：33.8岁
  - 城市平均年龄：34.2岁／农村平均年龄：32.9岁
  - 男性：30.4岁／女性：36.9岁
- 户数：200,191（690,806人中）
  - 城市：143,397（447,884人中）/ 农村：56,794（242,922人中）

## 政治
北奥塞梯-阿兰共和国是俄罗斯联邦的一个自治共和国，享受高度自治。

## 经济
尽管大量涌入的难民人口是不可避免的经济沉担，但北奥塞梯-阿兰依然是北高加索地区经济最好的共和国。最为城市化和工业化，工厂生产矿产（铅，锌，钨 等），电子，化工和食品加工。
在交通运输方面，弗拉季高加索拥有机场。总体来看，交通基础建设十分发达，铁路和公路是重要的交通渠道。著名的格鲁吉亚军用道路（Georgian Military Road）横穿高加索地区连接弗拉季高加索市。

## 文化及体育

### 文化
北奥塞梯-阿兰共和国拥有六座专业剧院。

### 体育
弗拉季高加索拥有一支专业足球队：弗拉季高加索阿拉尼亞足球俱樂部，曾经是1995年俄羅斯足球超級聯賽的冠军球队，2005年由于成绩不佳以俄超第十五名降入俄羅斯足球甲級聯賽。

### 教育
最重要的高等教育机构包括北高加索科技大学，北奥塞梯大学，北奥塞梯医学院和山地州立农业大学
以上大学都坐落于弗拉季高加索市。

## 宗教
最常见的宗教是俄罗斯东正教和伊斯兰教。

## 圖集

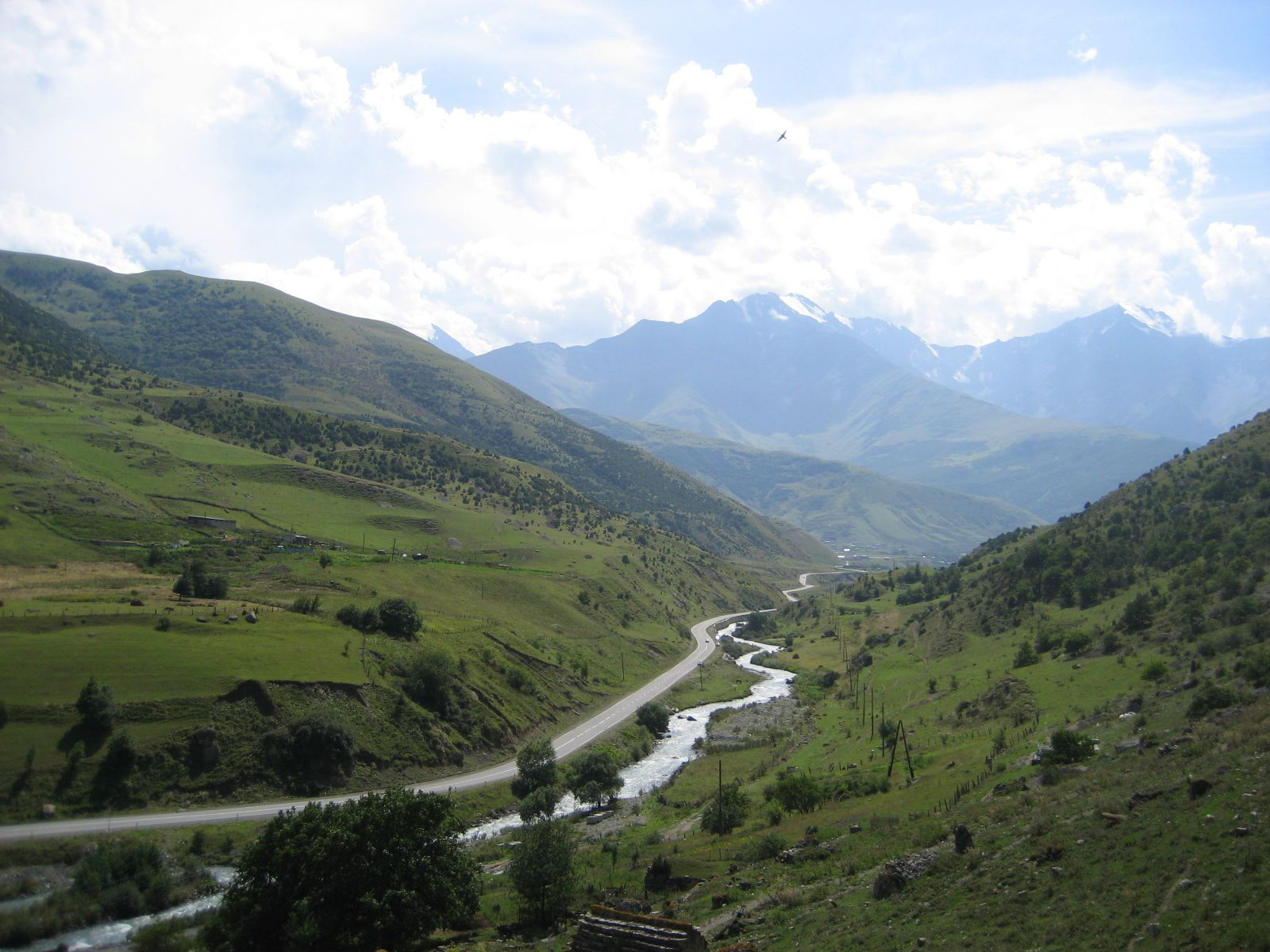
菲亞格東河
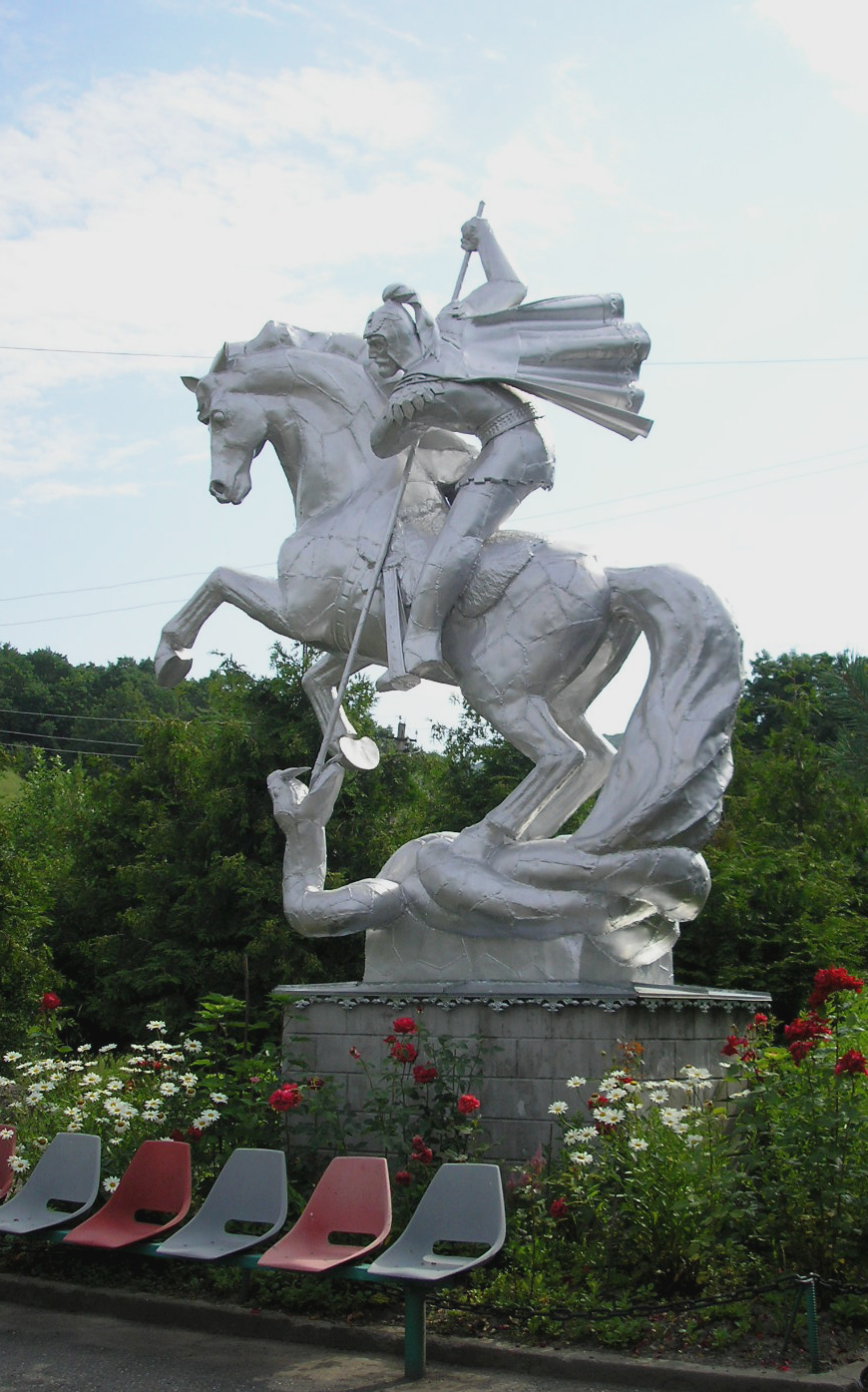
其中一座聖喬治雕像
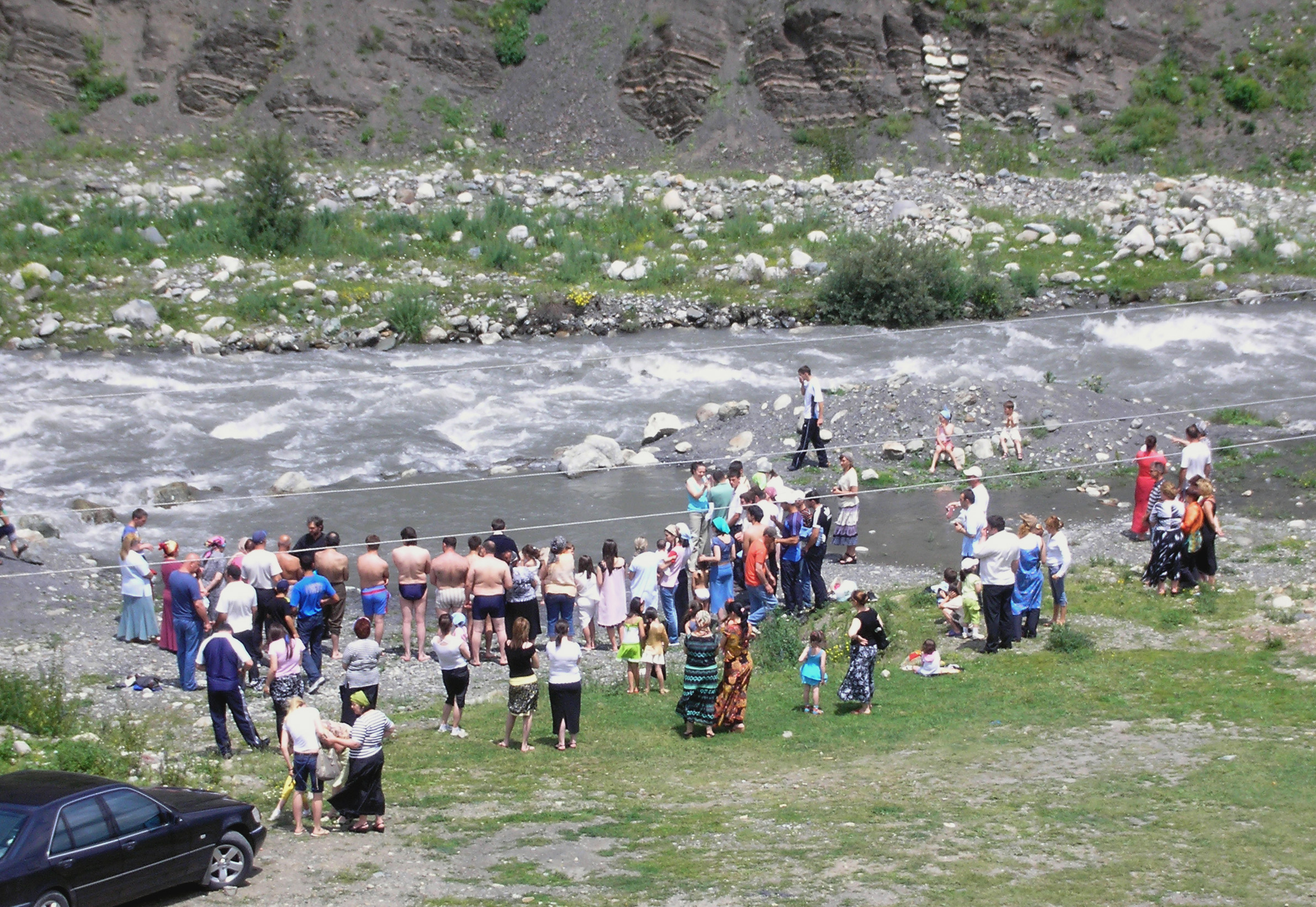
阿朗斯基多米尼修道院旁之大眾受洗
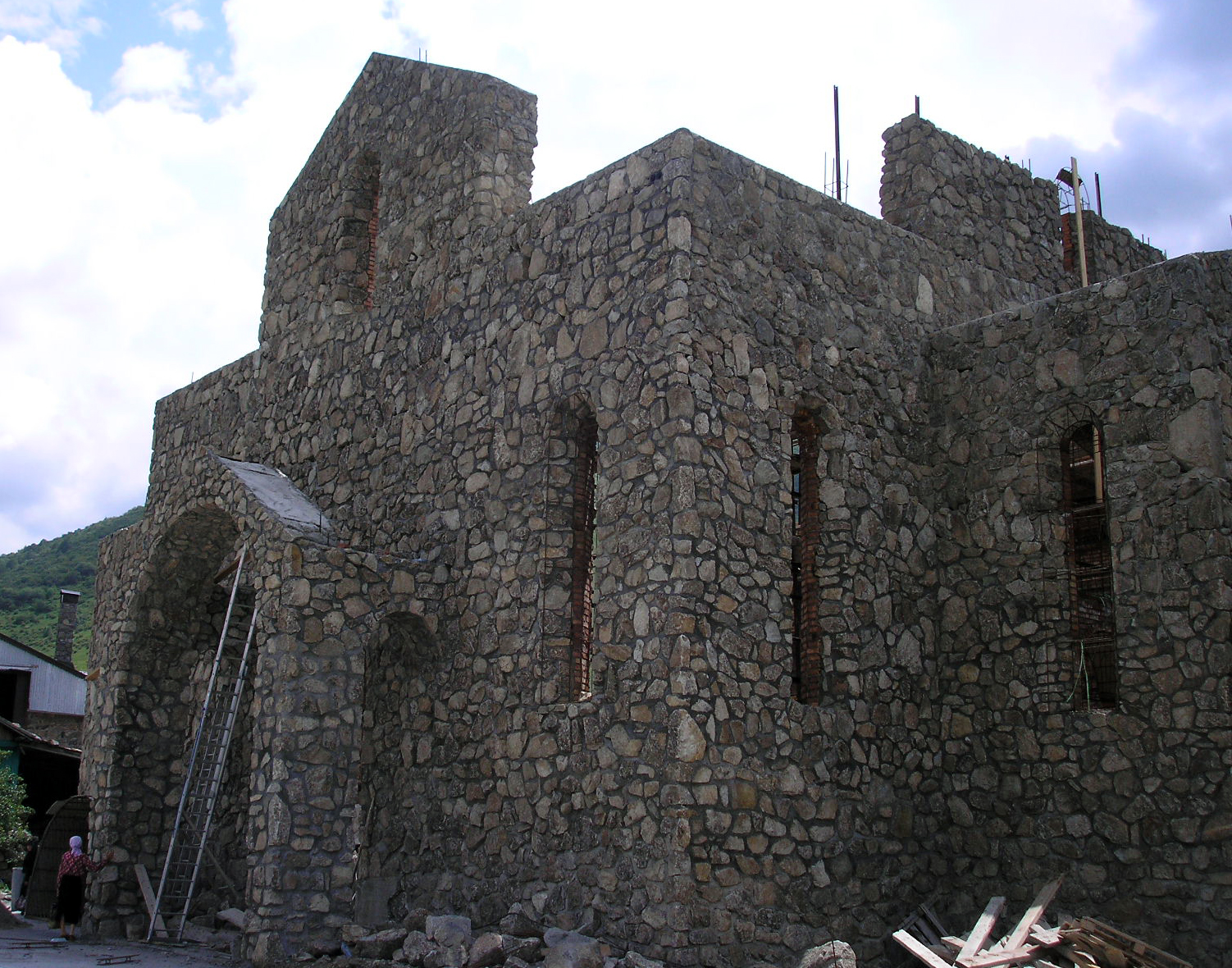
阿朗斯基多米尼修道院中興建之建築
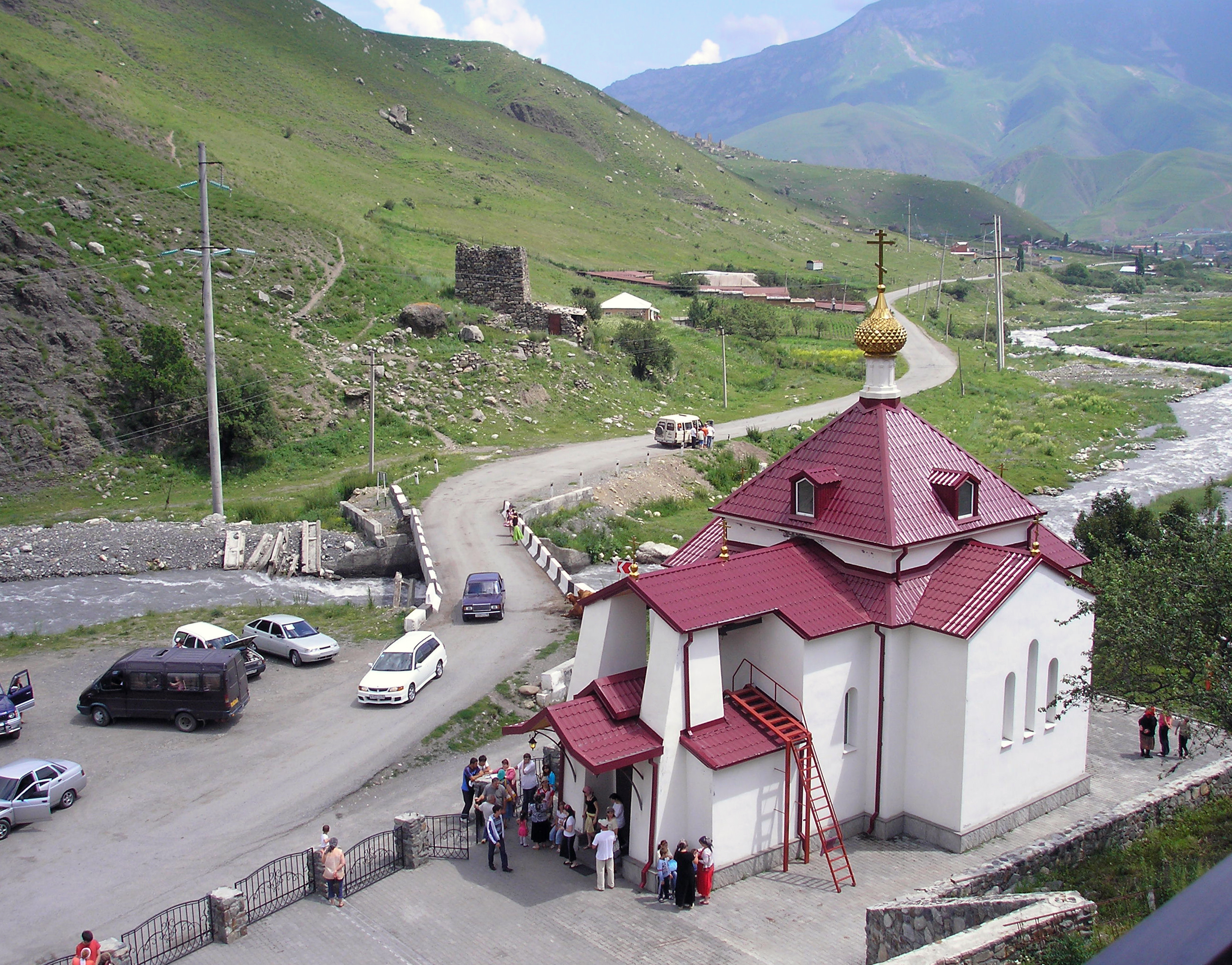
阿朗斯基多米尼修道院
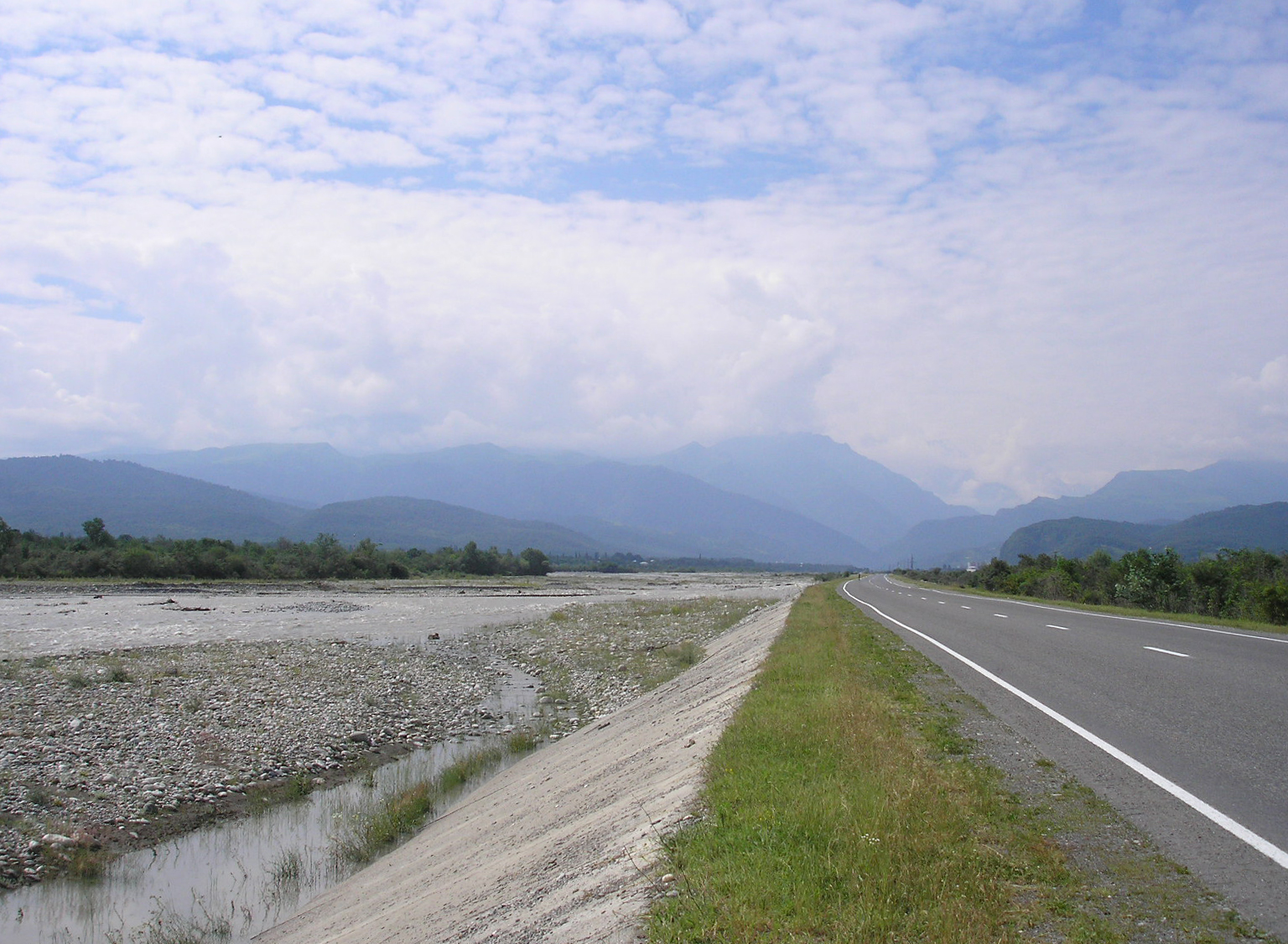
平原上之阿爾東河及河旁道路
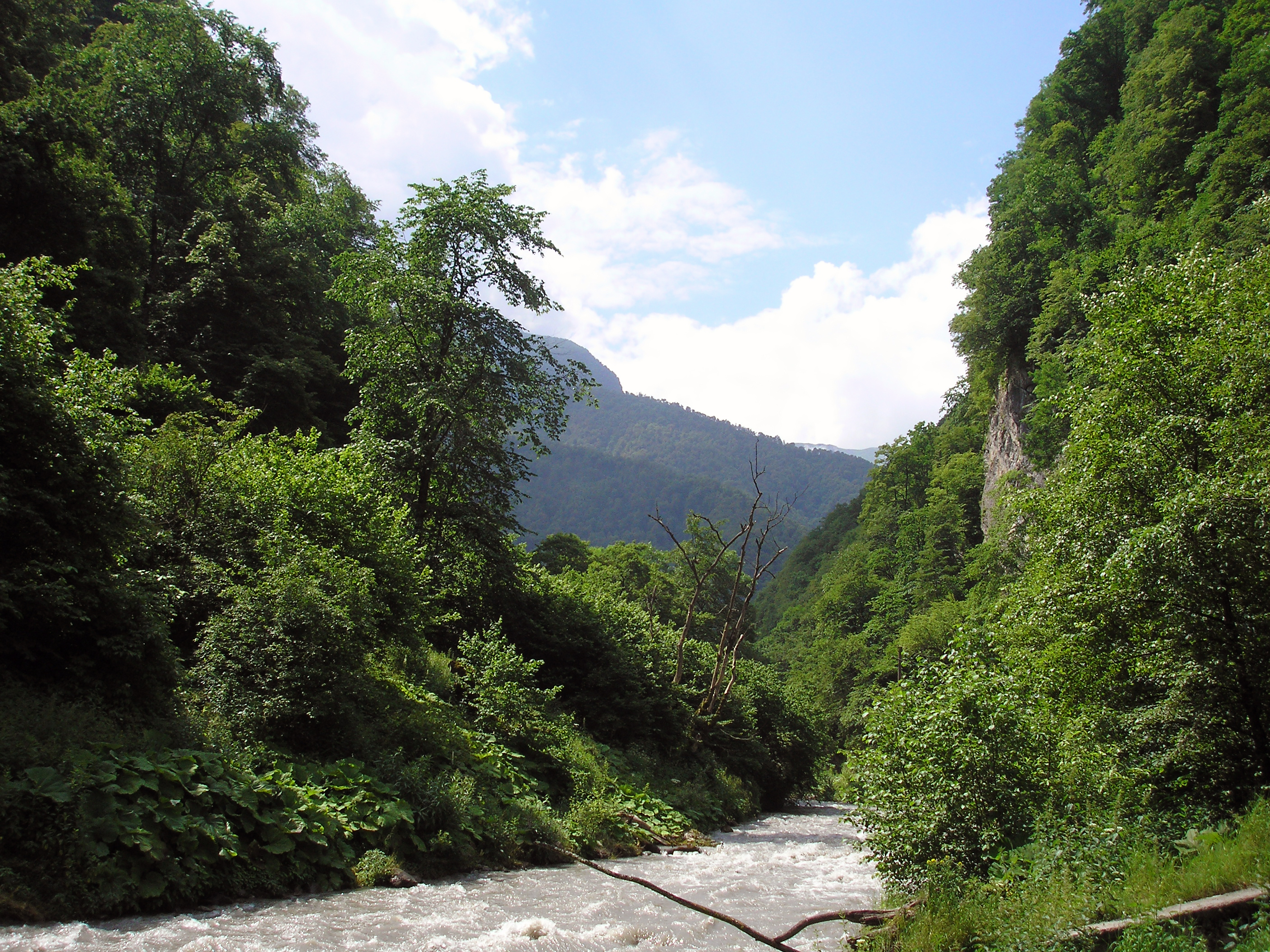
阿爾東河
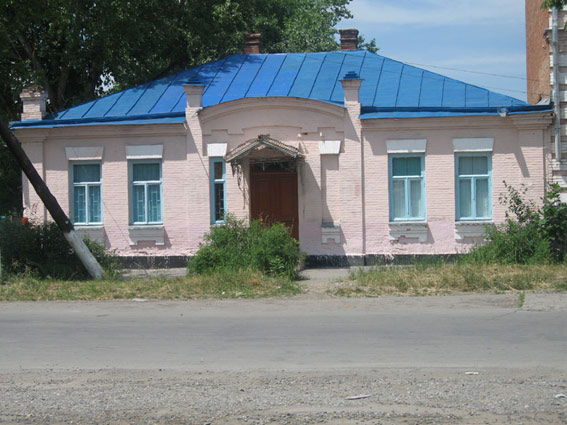
阿尔宏斯基村莊之老學校
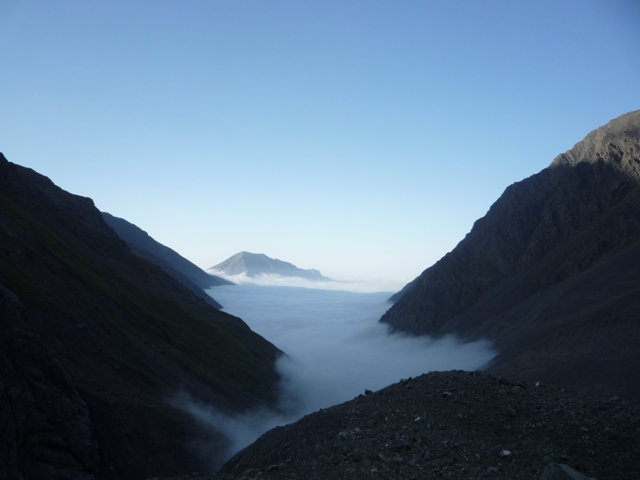
卡爾瑪丹峽谷
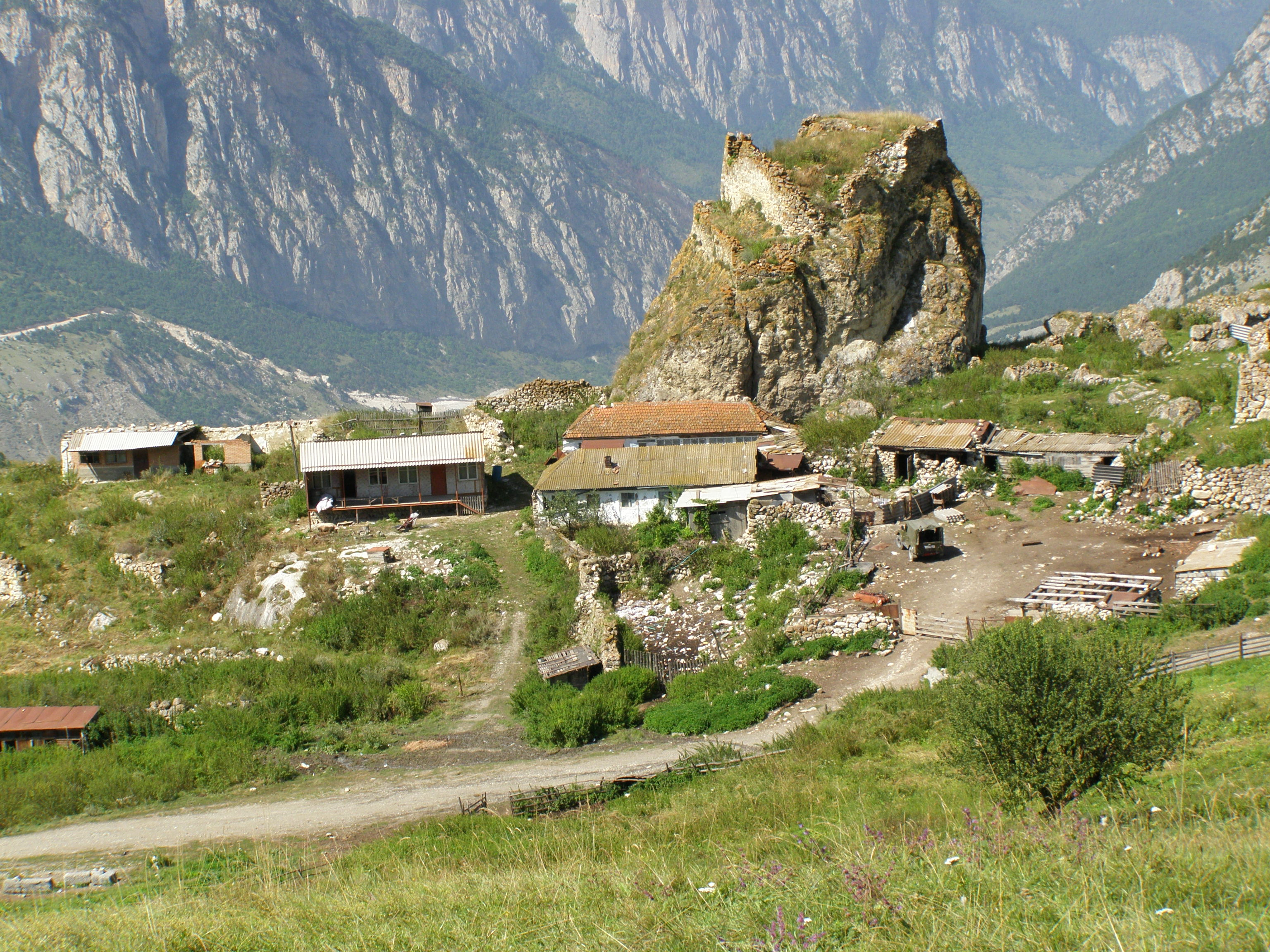
夏瑪德村莊
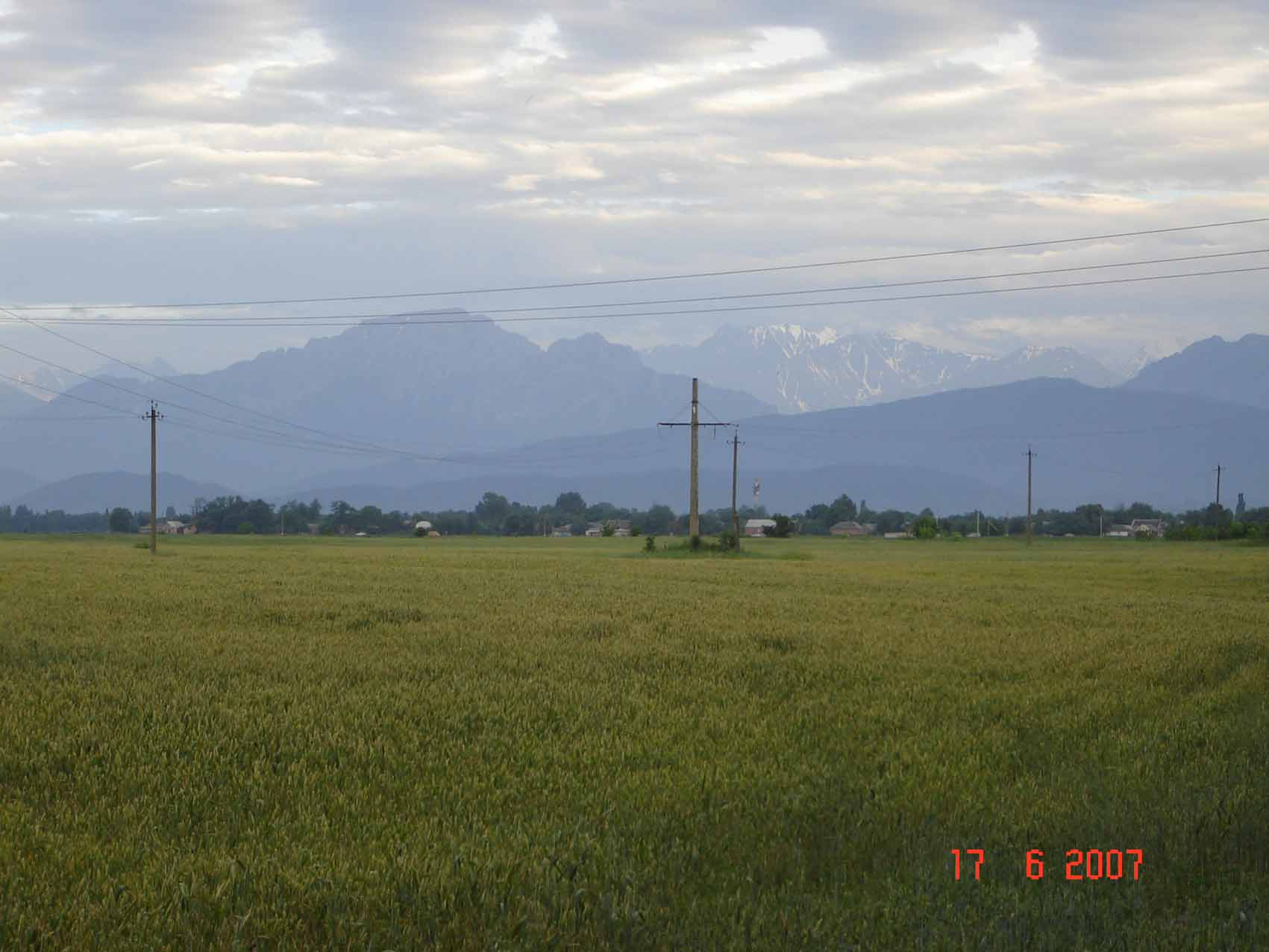
從平原遠眺阿尔宏斯基村莊及高加索山脉
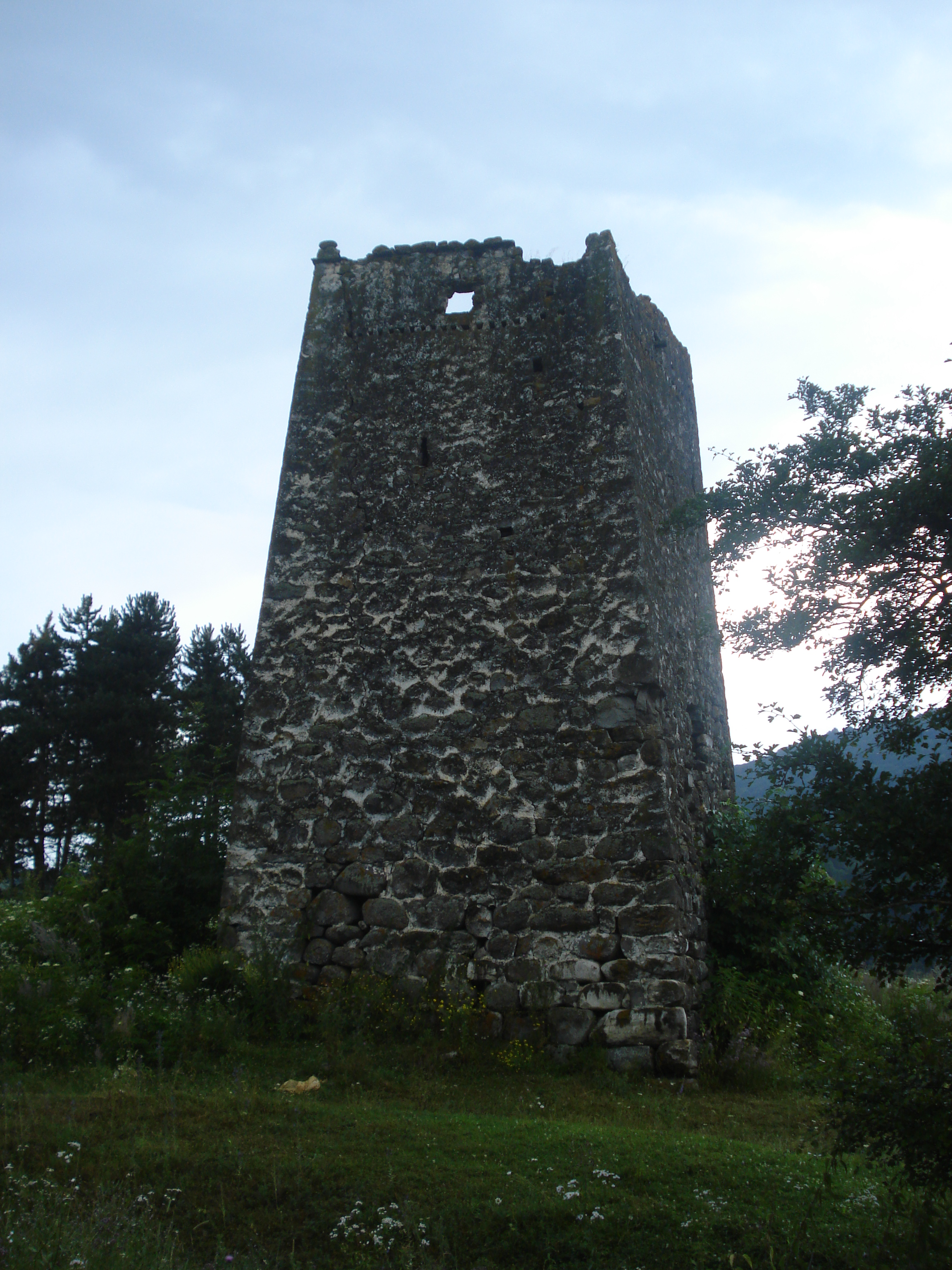
烏爾斯東附近之家族塔

### 引用
1. ↑  Law #520A
2. ↑   (President of the Russian Federation. Decree #849 of May 13, 2000 On the Plenipotentiary Representative of the President of the Russian Federation in a Federal District. Effective as of May 13, 2000).
3. ↑   (Gosstandart of the Russian Federation. #OK 024-95 December 27, 1995 Russian Classification of Economic Regions.  2. Economic Regions, as amended by the Amendment #5/2001 OKER. ).
4. ↑  Constitution of the Republic of North Ossetia-Alania, Article 64
5. 1 2  Constitution of the Republic of North Ossetia-Alania, Article 7
6. ↑  Федеральная служба государственной статистики (Federal State Statistics Service). . Всероссийская перепись населения 2002 года (All-Russia Population Census of 2002). Federal State Statistics Service. 2004-05-21  [2011-11-01] （俄语）.
7. ↑  俄羅斯聯邦國家統計局.  [2010 All-Russian Population Census, vol. 1]. Всероссийская перепись населения 2010 года [2010 All-Russia Population Census]. 俄羅斯聯邦國家統計局. 2011 （俄语）.
8. ↑  . 俄羅斯聯邦統計局.   [2019年1月23日].
9. ↑  . Официальный интернет-портал правовой информации. 2011-06-03  [2019-01-19] （俄语）.
10. ↑  Constitution of the Republic of North Ossetia-Alania, Article 15
11. ↑  Jaimoukha, Amjad. The Chechens. Page 28